# Lajos Bárdos
Lajos Bárdos (1 de octubre de 1899-18 de noviembre de 1986) fue director de coro, profesor de musicología y profesor de la Academia Musical Franz Liszt en Hungría. También fundó una escuela de teoría musical en Hungría y el movimiento "Singing Youth". Hizo todo lo posible para poner en práctica la idea de Zoltán Kodály "Cantando Hungría".
- Datos: Q853389
- Multimedia: Lajos Bárdos / Q853389